# Михайлик, Михаил Васильевич
Михаил Васильевич Михайлик (укр. Михайло Васильович Михайлик, настоящее имя Иосиф Абрамович) (1889—1937) — советский партийный и государственный деятель, в 1933—1935 народный комиссар юстиции и генеральный прокурор Украинской ССР. Свободно изъяснялся и владел письмом на идиш, русском, украинском и немецком языках.

## Биография
Родился в еврейской семье, крестился в православную веру в 1909, приняв имя Михаил, отчество Васильевич и фамилию Михайлик получил от имени и фамилии крёстного отца. Член РСДРП(м) в 1905—1908, с июля 1918 по февраль 1919 был членом УПСР (коммунистов-боротьбистов), с апреля 1919 до 26 августа 1936 член РКП(б). Получил высшее юридическое образование, окончив юридический факультет Харьковского университета в 1916. В 1916—1918 на военной службе в царской армии. Работал в министерстве земледелия при режиме гетмана П. П. Скоропадского с 29 апреля 1918 по 14 декабря 1918. В апреле 1919 избран членом киевского ревкома, занимал руководящие должности на партийной работе и военной службе в Киеве, Чернигове, Житомире, Бердянске. С 9 февраля 1920 года второй секретарь коммунистической партии (большевиков) Галичины и Буковины. В феврале-марте 1920 помощник командующего КУГА, начальник политического отдела (политический комиссар). С июля 1920 по апрель 1925 председатель киевского губернского трибунала, заведующий киевским губернским управлением юстиции.
С 1921 киевский губернский прокурор, с 19 июля 1922 окружной прокурор Киевской области. С 16 февраля 1925 председатель Верховного суда УССР. С 1926 по 1930 старший помощник, потом заместитель народного комиссара юстиции и генерального прокурора УССР. С марта 1931 по март 1933 председатель исполкома, затем председатель президиума Всеукраинского союза кооперативных организаций. 14 июня 1933 решением ВУЦИК под председательством Г. И. Петровского с 3 июля 1933 назначен на должности народного комиссара юстиции и генерального прокурора УСРР, которые занимал по 17 января 1935. В 1934 году был ответственным редактором журнала «Революционное право», который фактически объединял два журнала — «Вестник советской юстиции» и «Красное право». Избирался членом Всеукраинского центрального исполнительного комитета (ВУЦИК) и Центрального исполнительного комитета (ЦИК) СССР. Делегат XVI съезда ВКП(б), X—XII съездов, III Всеукраинской конференции КП(б)У.
После увольнения из народного комиссариата юстиции и прокуратуры занимал должность председателя потребительского союза Сталинской области, жил в Сталино. 26 августа 1936 по анонимному клеветническому письму был исключён из партии партийной комиссией при потребительском союзе Сталинской области. Утром 3 сентября 1936 арестован у себя на квартире сотрудниками НКВД УССР, взят под стражу и этапирован в Лукьяновскую тюрьму. Обвинялся в руководстве контрреволюционной троцкистской организации, 3 марта 1937 этапирован в Москву. Осуждён ВКВС СССР 10 марта 1937 к ВМСЗ с конфискацией личного имущества. Расстрелян в день вынесения обвинительного приговора. Семье сообщил о приговоре в 10 лет без права переписки. В сентябре 1956 по заявлению дочери его дело было пересмотрено Военной коллегией Верховного Суда СССР и закрыто за отсутствием состава преступления, а сам он был посмертно реабилитирован и восстановлен в партии.